# Jules Bordet
Jules Jean Baptiste Vincent Bordet (Soignies, 13 de junho de 1870 — Bruxelas, 6 de abril de 1961) foi um imunologista belga.
Foi agraciado com o Nobel de Fisiologia ou Medicina de 1919, por descobrir o bacilo da coqueluche.
Foi distinguido com o Grand Cordon de l'Ordre de La Couronne da Bélgica em 1930, a Grand Cordon de L'Ordre de Léopold em 1937 e a Grande Cruz da Legião de Honra em 1938.
Nasceu em Soignies e os seus estudos foram feitos na Universidade de Bruxelas onde se doutorou em medicina em 1892.
Dois anos mais tarde seguiu para Paris a fim de iniciar o seu trabalho no Instituto Pasteur, tendo fundado a filial de Bruxelas.
Casou com Marthe Levoz em 1899, tendo o casal três filhos. O filho Paul decidiu seguir o seu exemplo e chegou a chefe do Instituto Pasteur de Bruxelas.